# 22 novembre 2002
Le vendredi 22 novembre 2002 est le 326e jour de l'année 2002.

## Décès
- Adele Jergens (née le 26 novembre 1917), actrice américaine
- Béatrice d'Espagne (née le 22 juin 1909), Infante d'Espagne
- Parley Baer (né le 5 août 1914), acteur américain
- Pierre Dabezies (né le 9 février 1925), homme politique français
- Rafał Gan-Ganowicz (né le 23 avril 1932), mercenaire polonais

## Événements
- Visite informelle du président George W. Bush au président Vladimir Poutine à Saint-Pétersbourg en Russie. Puis il se rend en Lituanie pour une autre visite.
- Fin du sommet de l'OTAN Prague 2002
- Création de la communauté d'agglomération Limoges Métropole
- Création de la communauté de communes Altitude 800
- Sortie du jeu vidéo Asheron's Call 2
- Sortie du jeu vidéo Grand Prix Challenge
- Sortie du jeu vidéo K 2000 : The Game
- Sortie du film américain Le Club des empereurs
- Sortie du film français Le Transporteur
- Sortie du film britannico-américain Meurs un autre jour
- Sortie du jeu vidéo The Elder Scrolls III: Morrowind